# Quan Yuan sanqu
Quan Yuan sanqu (chinesisch 全元散曲, Pinyin Quán Yuán sǎnqǔ; etwa: Vollständige Sammlung der sanqu der Yuan-Zeit) ist eine umfassende Sammlung von sanqu-Gedichten  (散曲 sǎnqǔ) überwiegend aus der Zeit der Yuan-Dynastie (1279–1368). Sie erschien 1964 im Zhonghua-Verlag.

## Einführung
Sie wurde von Sui Shusen 隋樹森 (1906–1989) zusammengestellt, der auch eine andere bekannte Yuanqu (元曲 Yuánqǔ)-Sammlung herausgab, mit dem Titel Yuanqu xuan waibian 元曲選外編 (eine Ergänzung zur Sammlung Yuanqu xuan (元曲选/元曲選)). 
Die Sammlung besteht aus zwei Teilen (ce) und umfasst die Schriften von 213 Autoren von der Zeit der Jin-Dynastie (1115–1234) bis zur frühen Ming-Zeit (1368–1644), von Yuan Haowen aus der Jin-Dynastie bis Gu Zijing aus der späten Yuan-Dynastie und der frühen Ming-Dynastie sowie die Werke anonymer Autoren dieser Epochen. Die Werke sind nach Schriftstellern geordnet und in der chronologischen Reihenfolge der Schriftsteller angeordnet, mit einer kurzen Biographie jedes Schriftstellers. Jeder Autor wird von einer Kurzbiografie begleitet, und bei den gesammelten Werken wird die Quelle am Ende des Stücks angegeben. Bei den literarischen Werken handelt es sich um mehr als 3.800 einzelne Gedichte (xiaoling 小令) und 458 Sätze oder "Suiten" (taoqu 套曲) von Gedichten im Arienstil, die während der Yuan-Zeit beliebt waren.
Sui Shusen nutzte für seine kritische Ausgabe mehr als 110 verschiedene Quellen. Er fügte auch Fragmente von Gedichten ein, die er in verschiedenen Quellen gefunden hatte.
Die Sammlung wurde auch vom Hanyu da zidian herangezogen.